# As-Saiqa
 (mars 2018).
Si vous disposez d'ouvrages ou d'articles de référence ou si vous connaissez des sites web de qualité traitant du thème abordé ici, merci de compléter l'article en donnant les références utiles à sa vérifiabilité et en les liant à la section « Notes et références ».
As-Saiqa (en arabe : الصاعقة), appelé coup de foudre, est un mouvement politique et militaire palestinien, créé et contrôlé par la Syrie. C'est l'une des branches palestiniennes du Parti Baath syrien. Le mouvement est exclu de l'Organisation de libération de la Palestine (OLP) en 1983 avant d'y être réintégré. Il rejoint en 1991 les Dix de Damas.

## Histoire de l'organisation

### Premières années
As-Saiqa a été créée en septembre 1966 par le parti Baas syrien. Elle est devenue active en décembre 1968, en tant que membre de l'Organisation de libération de la Palestine (OLP). La Syrie a tenté de construire une alternative à Yasser Arafat, qui émergeait alors avec sa faction du Fatah comme le principal dirigeant et homme politique palestinien fedayin. As-Saiqa était initialement le deuxième groupe en importance au sein de l'OLP, après le Fatah.

### Prise de contrôle d'Al-Assad et purge d'As-Saiqa
As-Saiqa a également été utilisée dans la lutte pour le pouvoir baasiste alors en cours en Syrie, par Salah Jedid pour contrer les ambitions du ministre de la Défense Hafez el-Assad. Quand Assad a pris le pouvoir lors de la « mouvement correctif » de novembre 1970, as-Saiqa a été purgé et ses dirigeants remplacés par des loyalistes d'al-Assad (bien que les loyalistes de Jadid aient conservé la branche as-Saiqa active dans le camp des réfugiés palestiniens en Jordanie jusqu'au milieu de 1971, date à laquelle ils furent arrêtés). Comme nouveau secrétaire général (après Mahmud al-Ma'ayta, qui avait succédé à Yusuf Zuayyin), al-Assad a choisi Zuheir Mohsen, un baathiste palestinien venu en Syrie en tant que réfugié de Jordanie. Il a été promu à plusieurs reprises par la Syrie comme candidat au poste de président de l’OLP, pour remplacer Arafat, mais n’a jamais obtenu le soutien des autres factions.

### Avec et contre l’OLP au Liban
As-Saiqa a été, et est, utilisée par la Syrie comme force intermédiaire au sein du mouvement palestinien. Bien que cela ait empêché as-Saiqa de gagner une grande popularité parmi les Palestiniens, elle est devenue une force importante dans les camps palestiniens en Syrie, ainsi qu'au Liban. Pendant la guerre civile libanaise, la Syrie a fait du mouvement l’une des unités combattantes palestiniennes les plus importantes, mais l’a également forcé à se joindre aux offensives syriennes contre l’OLP lorsque les relations entre al-Assad et Arafat se sont détériorées. Cela a conduit à l'expulsion d'As-Saiqa de l'OLP en 1976, mais elle a été réadmise en décembre de la même année, après que la situation se soit calmée et après que la Syrie ait posé cela comme une condition pour un soutien supplémentaire à l'OLP. Les attaques contre l’OLP ont conduit à des défections à grande échelle du mouvement parmi les Palestiniens basés en Syrie.
Après l'assassinat de Muhsin en 1979, Isam al-Qadi est devenu le nouveau secrétaire général. Le mouvement est resté actif pendant la guerre civile libanaise et a de nouveau rejoint la Syrie, le mouvement chiite libanais Amal et le Fatah al-Intifada d' Abu Musa dans les attaques contre l'OLP pendant la guerre des camps en 1984-85, et pour la guerre civile libanaise. reste de la guerre civile (qui a duré jusqu'en 1990). Cela a de nouveau conduit à des défections massives de Palestiniens du mouvement (Harris cite le mouvement Amal, aligné sur la Syrie, se plaignant que les forces palestiniennes soutenues par la Syrie et envoyées pour attaquer l'OLP étaient « Abou Moussa dans la Biqa » mais « ne devenaient rien d'Abou dans le mouvement ». le Chouf et Abou Ammar à leur arrivée à Beyrouth), et ses rangs seraient apparemment remplis de recrues de l'armée syrienne non palestiniennes. Après la fin de la guerre civile, le mouvement était presque hors de contact avec le courant dominant de l’OLP et n’exerçait son influence qu’en Syrie et dans les régions du Liban occupées par la Syrie. Il a continué à faire pression au sein de l’OLP contre les diverses propositions de paix avancées par Arafat et a fait partie de l'Alliance nationale basée en Syrie qui s’est opposée à Arafat.

### As-Saiqa aujourd'hui
Après la fin de la guerre civile libanaise et la signature des accords de paix d'Oslo en 1993, as-Saiqa a largement perdu son utilité pour le gouvernement syrien, et l'état et la taille de l'organisation se sont détériorés. Aujourd'hui, elle est totalement insignifiante en dehors de la Syrie, même si elle reste présente au Liban (son avenir est incertain après la fin en 2005 de la présence de l'armée syrienne au Liban). Elle est extrêmement faible en Cisjordanie et dans la bande de Gaza, inexistante sur le plateau du Golan, à Jérusalem-Est et en Israël à l'intérieur de la Ligne verte, et n'a pas été active pendant l'Intifada d'Al-Aqsa. Son importance pour la Syrie a diminué, à la fois parce que l’OLP a perdu de son importance par rapport à l'Autorité nationale palestinienne. As-Saiqa boycotte les organes de l'ANP, et son représentant au Comité exécutif de l'OLP boycotte également ses sessions.
Après le déclenchement de la guerre civile syrienne en 2011, as-Saiqa a pris les armes pour soutenir le gouvernement baasiste syrien, participant à de nombreuses opérations militaires telles que l' offensive du sud de Damas (avril-mai 2018) et l'offensive du sud de la Syrie en 2018. Ayant considérablement diminué en nombre, les forces de l'organisation n'avaient subi que 30 combattants tués au combat en avril 2018.

## Idéologie
L'agenda politique d'As-Saiqa est identique à celui de la Syrie baasiste, c'est-à-dire socialiste arabe, nationaliste, laïc et fortement attachée à la doctrine panarabe. Bien que cela reflète son programme baasiste, il a également utilisé le panarabisme comme moyen de soutenir la primauté de son sponsor, la Syrie, sur la prétention de l'OLP dirigée par Arafat à la représentation exclusive du peuple palestinien. Ainsi, il a rejeté la « palestinisation » du conflit avec Israël, insistant sur la nécessaire implication de la grande nation arabe.
Le groupe a généralement adopté une position dure (à l'image de celle de la Syrie) sur des questions telles que la reconnaissance d'Israël, les accords d'Oslo et d'autres questions liées aux objectifs et à l'orientation politique des Palestiniens. Il était membre du Front du rejet de 1974, malgré son soutien au Programme en Dix Points qui avait initialement provoqué la scission entre l'OLP et le Front du rejet.

## Guerre civile syrienne
En juin 2019, Talal Naji, secrétaire-général adjoint du Front populaire de libération de la Palestine-Commandement général (FPLP-CG), déclare que 1 858 Palestiniens sont morts en Syrie en combattants dans les rangs des forces gouvernementales et parmi eux dix membres d'As-Saiqa.